# Abyłajchan Amziejew
Abyłajchan Amziejew (ros. Абылайхан Амзеев; ur. 6 września 1994) – kazachski zapaśnik walczący w stylu klasycznym. Srebrny medalista mistrzostw Azji w 2022 roku.